# Long Way Down (programma televisivo)
Long Way Down è un programma televisivo, riportato anche in DVD, che racconta il viaggio di circa 24.000 km affrontato dall'attore Ewan McGregor, dall'amico Charley Boorman e dal cameraman Claudio von Planta a partire dal punto più a nord della Scozia fino a Capo Agulhas, il punto più a sud dell'Africa, a bordo di tre maxi-enduro BMW.
Il viaggio ha inizio il 12 maggio 2007 e, attraverso la Francia, l'Italia, la Tunisia, la Libia, l'Egitto, il Sudan, l'Etiopia, il Kenya, l'Uganda, il Ruanda, la Tanzania, il Malawi, lo Zambia, la Namibia e il Botswana, giungono il 4 agosto 2007 in Sudafrica.
Il documentario è stato trasmesso da Nat Geo Adventure, canale tematico della piattaforma Sky, ed è il seguito di Long Way Round, viaggio compiuto nel 2004 dagli stessi protagonisti da Londra a New York.